# Na robu zemlje
Na robu zemlje je eksistencialistični roman Petra Božiča in je konceptno ter snovno nadaljevanje prvenca Izven. Izšel je leta 1968 pri Mladinski knjigi v Ljubljani. Obsega 270 strani, približno 86.000 besed in ni deljen na poglavja. Leta 1970 je prejel Župančičevo nagrado. Doživel je dva prevoda: leta 1973 v srbščino (COBISS) in leta 1970 v madžarščino. (COBISS)

## Zgodba
V hudi zimi brezposelni zapusti zavod za iztirjence in se naseli v podstrešno sobico. V njej moralizira o svetu ter živi bolj v lastnih predstavah kot v resničnosti. Preživlja ga ona, medicinska sestra, ki ga je oskrbovala v norišnici in s katero ima razmerje. Zaradi različnih nazorov se vedno bolj odtujujeta. Sestra mora na sodišče, ker je v času njenega oskrbovanja zaradi opeklin umrl bolnik. Zaradi objektivnih razlogov smrti pacienta ni obsojena. Brezposelni se strinja z odločitvijo sodišča, ne strinja pa se s potekom sojenja. Meni, da nisi več človek, če za svoja dejanja nisi odgovoren. Na podstrešje se vseli rdečelasec, ki prezira družbeno sprejete norme ter živi v svojem pravičniškem svetu. Z brezposelnim se veliko pogovarjata o smislu življenja, vojni, krivdi, razmerju med družbo in posameznikom, med videzom in resnico ter med rabljem in žrtvijo. Rdečelasec nekega dne dvajsetkrat zabode neznano petnajstletno dekle. Zaprejo ga v norišnico. Brezposelnega obišče igralec, prijatelj iz zavoda za krpanje duš. Na poti iz podstrešja pade in si polomi obe nogi. V bolnišnici ga oskrbuje bolničar, ki ga je oskrboval že v norišnici. Igralec med zdravljenjem premišljuje o vojni in njenih posledicah, o tovarištvu in o zakonu iz prave ljubezni ali zgolj iz navajenosti. Loči se od žene. Bolničar naredi samomor, saj verjame, da je to odrešitev. Sestra prekine zvezo z brezposelnim. Brezposelni se odloči za spremembe in si preko poznanstev poišče službo v laboratoriju. Zaradi korupcije in intrig šefa nabavnega oddelka, ki želi priti na vodilni položaj, raznese kotel v kotlarni in vsi delavci morajo na sodišče. Brezposelni se končno osvobodi vse načelne navlake. Priča po svoji vesti in je odpuščen. Spet je brezposeln, vendar je v sebi odkril nekaj človeškega.
Knjiga odpira vprašanja o smislu življenja, osebni odgovornosti, našem odnosu do ljubezni, smrti, ubijanja, korupcije, morale in načel. Božičevi junaki oziroma nejunaki se vsak na svoj način soočajo z nepravičnim svetom. Glavno sporočilo romana je, da sveta ne gre spreminjati, saj če hočeš pravičen svet, si nor.

## Kritika, literarna zgodovina
"Roman se ukvarja s tipičnimi eksistencialističnimi temami in modernističnimi motivi. Naslov romana je simboličen, saj prikazuje izobčene literarne osebe, ki živijo na robu, izven meščanskih družb in ustaljenega voznega reda. Smrt je tematsko najbolj poudarjena prvina v romanu, zato je ta nekoliko monoton in depresiven. Ker Božičeve odtujene literarne osebe ne vidijo izhoda iz položaja, v katerem so, se skozi življenje pomikajo z iluzijami in s poskusi, da bi presegli svet, ki jih je potisnil na rob družbe." (Glušič 1996)
"Božičeve literarne osebe so groteskne in ustvarjajo vsaka svoj svet, ki je občutljiv in ranljiv. Ta občutljivost se izraža z dialogi, v katerih je poudarjena tragika človeka zunaj družbe." (Glušič 1996)
"Božičevi brezimni in na robu smisla blodeči literarni junaki so najprej nosilci sporočila o nepresegljivi odtujenosti." (Glušič 1996)
"Rdečelaščeva vojna zgodba motivno spominja na Kocbekovo novelo Blažena krivda to je motiv človečnosti med žrtvijo in eksekutorjem." (Glušič 2002)
Rdečelasec je oseba, ki nosi s seboj absolutno svobodo, iz nje izvirajočo absolutno moralo, absolutno pravičnost, absolutno pokončnost, kar ga pripelje do zločina, ko ubije brez kakršnegakoli konkretnega motiva petnajstletno dekle. Problem je v tem: pri Camusu imamo Tujca, kjer se zgodi zločin brez kakršnegakoli motiva. Pri Rdečelascu pa ni tako. Motiv je še kako in veličastno prisoten: motiv je njegova popolna naravnanost v vse tiste popolne vrednote, ki sem jih naštel in ki so temelj subjekta, evropskega zgodovinskega subjekta, ki je pripeljal naposled v 2. svetovno vojno, v boljševizem in na jugoslovanskih prostorih s petdesetletno zamudo – v balkanske vojne. (Gajšek 2002)
"Razplet je popolna deziluzija, saj se brezposelni zaposli, a se stvar izjalovi. Medicinska sestra ga zapusti, saj ima dovolj razprav o življenju in življenjskem smislu. Kljub poskusom, da bi brezposelni spremenil življenje, se znajde na isti točki kot v začetku romana – na groteskni strani obstrancev." (Glušič 2002)